# Gyarmat
Gyarmat là một thị trấn thuộc hạt Győr-Moson-Sopron, Hungary. Thị trấn này có diện tích 22,45 km², dân số năm 2010 là 1232 người, mật độ 55 người/km².